# Рені (пункт контролю)

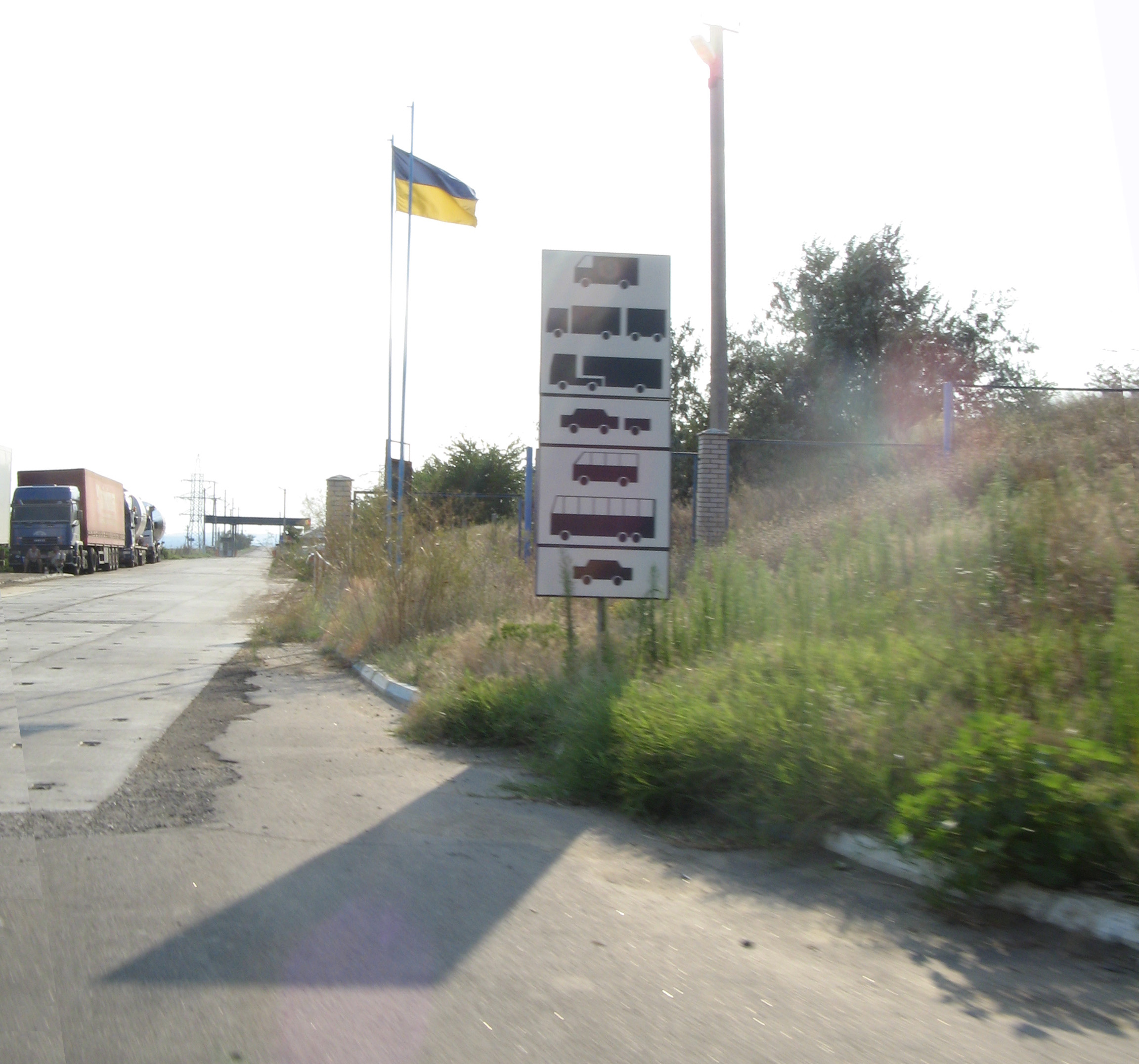

46°27′27″ пн. ш. 28°16′16″ сх. д. / 46.45750° пн. ш. 28.27111° сх. д.
Рені́ — пункт контролю через державний кордон України на кордоні з Молдовою. Через Молдову можна дорогою швидко дістатися до Румунії — всього лише 2 км. Це є єдино можливий сухопутний варіант перетину кордону із Румунією з півдня України (є ще кілька пункті контролю на заході України).
Розташований в Одеській області, Ізмаїльський район, в місті Рені на перетині низки автошляхів E87, М15 та Р33. Із молдавського боку знаходиться пункт контролю «Джюрджюлешть» у селі «Джурджулешти», Кагульський район, в напрямку Кагула та по E584 у напрямку Вулканешт.
Вид пункту пропуску — залізничний та автомобільний. Статус пункту пропуску — міжнародний.
Характер перевезень — пасажирський, вантажний.
Окрім радіологічного, митного та прикордонного контролю, залізничний пункт «Рені» може здійснювати фітосанітарний, ветеринарний та екологічний контроль.
У той же час автомобільний пункт пропуску «Рені» здійснює ті самі види контролю, а також санітарний та контроль Служби міжнародних автомобільних перевезень.
Пункт контролю «Рені» входить до складу митного посту «Ізмаїл» Південної митниці. Код пункту контролю — 50007 17 00 (12) (залізниця) та 50007 14 00 (11) (автотранспорт).